# 富山県立大学
富山県立大学（とやまけんりつだいがく、英語: Toyama Prefectural University）は、富山県射水市黒河5180に本部を置く日本の公立大学。1962年創立、1990年大学設置。大学の略称は県大。

## 概要
当初は工学部のみの単科大学であったが，2019年（令和元年）度より看護学部が設置され2学部を擁する総合大学となった。これに合わせ、富山県立中央病院に隣接する「富山キャンパス」が看護学部のために開設され、従来から工学部が位置するところは「射水キャンパス」と称されている。
富山県内の高等教育機関7校で組織される「大学コンソーシアム富山」の加盟校であり、他の大学等で開講される単位互換科目を修得した場合には単位認定が行われている。
敷地内には放送大学の「富山学習センター」が設置されている。

## 沿革
- 1962年（昭和37年）4月1日 - 実業家の大谷米太郎が、富山県の高等教育充実を祈念して寄贈した富山県立大谷技術短期大学が開学[3]。
- 1972年（昭和47年）4月1日 - 富山県立大谷技術短期大学を富山県立技術短期大学に改称[3]。
- 1981年（昭和56年）9月1日 - 富山県高等教育機関整備推進委員会を設置[4]。
- 1987年（昭和62年）
  - 3月24日 - 富山県高等教育機関整備推進委員会にて「富山県における新大学の基本的あり方について（提言）」を提言[4]。
  - 7月1日 - 富山県庁内に創設準備室を設置[4]。
  - 11月1日 - 県立大学創設準備委員会を設置[4]。
- 1988年（昭和63年）
  - 2月26日 - 「富山県立大学基本構想」策定[4]。
  - 12月27日 - 校舎新築起工式を挙行[4]。
- 1989年（平成元年）12月22日 - 富山県立大学、同短期大学部の設置認可を受ける。「富山県立大学条例」公布[4]。
- 1990年（平成2年）
  - 4月1日 - 富山県立大学として開学[4]（設置学科は工学部電子情報工学科、機械システム工学科。初代学長は藤井澄二）。富山県立技術短期大学を富山県立大学短期大学部として併設。
  - 4月16日 - 第1回入学式を挙行[4]。
  - 5月 - 研究棟が完成[4]。
  - 6月1日 - 開学記念式典祝賀会を挙行[4]。
- 1991年（平成3年）5月8日 - 厚生棟（食堂・売店）開所式[4]。
- 1992年（平成4年）
  - 3月31日 - 県立技術短期大学（短期大学部の前身）が閉学[4]。
  - 4月1日 - 総合研究所設置[4]。
  - 4月24日 - 体育館竣工式を挙行[4]。
  - 10月1日 - 富山県立大学生物工学研究センターを開設（同年10月7日に開設記念式典を挙行）[4]。
- 1993年（平成5年）11月 - 工学部自己評価委員会編集による『現状と課題 1990～1993』発行[4]。
- 1994年（平成6年）
  - 3月16日 - 富山県立大学大学院工学研究科（修士課程：機械システム工学専攻・電子情報工学専攻）の設置認可を受ける[5]。
  - 4月1日 - 富山県立大学大学院工学研究科（修士課程：機械システム工学専攻・電子情報工学専攻）を開設[6]。
- 1995年（平成7年）12月22日 -富山県立大学大学院工学研究科（博士後期課程：機械システム工学専攻・電子情報工学専攻）（修士課程：生物工学専攻）の設置承認を受ける [6]。
- 1996年（平成8年）
  - 4月1日 - 富山県立大学大学院工学研究科（博士後期課程：機械システム工学専攻・電子情報工学専攻）（修士課程：生物工学専攻）を開設[6]。
  - 7月5日 - 富山県立大学大学院工学研究所博士課程および生物工学専攻修士課程開設並びに生物工学研究センター増築完成記念式典を挙行[6]。
- 1997年（平成9年）
  - 11月20日 - 将来構想策定委員会を設置[6]。
  - 12月19日 - 富山県立大学大学院工学研究科（博士後期課程：生物工学専攻）の設置承認を受ける[6]。
- 1998年（平成10年）
  - 2月5日 - 富山県立大学短期大学部専攻科（生物資源専攻・地域環境工学専攻）認定される[6]。
  - 4月1日 - 富山県立大学大学院工学研究科（博士後期課程：生物工学専攻）および短期大学部専攻科（生物資源専攻・地域環境工学専攻）を開設[6]。
  - 10月1日 - 工学部とアラスカ大学（アメリカ合衆国アラスカ州）フェアバンクス校理工学部および地球物理研究所と学術交流協定を締結[6]。
- 1999年（平成11年）3月25日 - 初の博士号取得者が卒業[6]。
- 2004年（平成16年）4月1日 - 富山県立大学地域連携センターを開設[7]。
- 2005年（平成17年）3月 - 大学生協の設置[7]。
- 2006年（平成18年）4月1日 - 富山県立大学工学部の学科を再編（2学科→4学科）[7]、工学部に知能デザイン工学科、情報システム工学科、生物工学科を開設。同日、生物工学研究センター統合（バイオテクノロジーセンター廃止[7]）。
- 2007年（平成19年）4月1日 - 富山県立大学キャリアセンターを開設[7]。
- 2009年（平成21年）4月1日 - 富山県立大学工学部に環境工学科を開設[7]。
- 2012年（平成24年）
  - 3月31日 - 富山県立大学短期大学部を閉学[8]。
  - 8月17日 - 短期大学閉学および県立大学起源50周年記念式典を挙行[8]。
- 2013年（平成25年）4月1日 - 大学院工学研究科（博士前期課程：環境工学専攻）開設[8]。
- 2015年（平成27年）4月1日 - 公立大学法人化（公立大学法人富山県立大学設置）。同日、大学院工学研究科（博士後期課程：環境工学専攻）開設[8]。
- 2017年（平成29年）4月1日 - 富山県立大学工学部に医薬品工学科を開設[8]。情報システム工学科を電子・情報工学科に、環境工学科を環境・社会基盤工学科に名称変更。
- 2018年（平成30年）
  - 4月1日 - 知能デザイン工学科を知能ロボット工学科に名称変更。
  - 9月28日 - 富山キャンパス竣工式を挙行[8]。
- 2019年（平成31年）
  - 4月1日 - 看護学部看護学科を開設[8]。教養教育センターを設置。生物工学研究センターを生物・医薬品工学研究センターに改称。
  - 4月20日 - 学生会館の竣工式を挙行[8]。
- 2020年（令和2年）
  - 3月29日 - 中央棟の竣工式を挙行[8]。
  - 4月1日 - 工学部の電子・情報工学科を電気電子工学科と情報システム工学科に改組[8]。
- 2023年（令和5年）4月1日 - 大学院看護学研究科（看護学専攻）及び看護学専攻科（保健師・助産師養成課程、1年制度）を新設予定[9]。
- 2024年（令和6年）4月1日 - 情報工学部（3学科制）を新設[10]。
- 2025年（令和7年）4月1日 - 大学院看護学研究科（看護学専攻）博士課程開設。

## 学部
工学部
- 機械システム工学科
- 知能デザイン工学科（学生募集停止）
- 知能ロボット工学科
- 電子・情報工学科（学生募集停止）
- 電気電子工学科
- 情報システム工学科
- 環境・社会基盤工学科
- 生物工学科
- 医薬品工学科

看護学部
- 看護学科[注 1]

情報工学部（令和6年4月新設）
- データサイエンス学科（新設）
- 情報システム工学科（現工学部から改組）
- 知能ロボット工学科（現工学部から改組）

## 研究科
工学研究科
- 機械システム工学専攻（博士前期課程）
- 知能ロボット工学専攻（博士前期課程）
- 電子・情報工学専攻（博士前期課程）
- 環境・社会基盤工学専攻（博士前期課程）
- 生物・医薬品工学専攻（博士前期課程）
- 総合工学専攻（博士後期課程）

看護学研究科
- 看護学専攻（修士・博士課程）（博士課程は令和7年4月開設予定）
- 公衆衛生看護学専攻（保健師養成課程）
- 助産学専攻（助産師養成課程）

## 交通アクセス
射水市コミュニティバス
- 小杉駅・太閤山線：富山県立大学前行き乗車、「富山県立大学」バス停下車。
- 小杉地区循環線：富山県立大学前行き乗車、「富山県立大学」バス停下車。

## 附属施設
- 富山県立大学附属図書館
- 地域連携センター
- 計算機センター
- 生物・医薬品工学研究センター
- パステル工房
- DX教育研究センター
- 千瓢（茶庵） - 富山県出身の実業家、佐藤助九郎によって寄贈されたものである。
- 大谷講堂  - 開学の祖である大谷米太郎によって寄贈されたものである。

## 大学関係者
- 藤井澄二 - 初代学長、名誉教授。
- 筧田知義 - 工学部名誉教授。
- 九里徳泰 - 元工学部環境工学科教授。
- 里深文彦 - 元教授。科学技術史。
- 大島徹 - 工学部教授。福祉工学、ロボット工学、二関節筋。
- 小笠原司 - 第8代学長